# 高松市道五番町西宝線

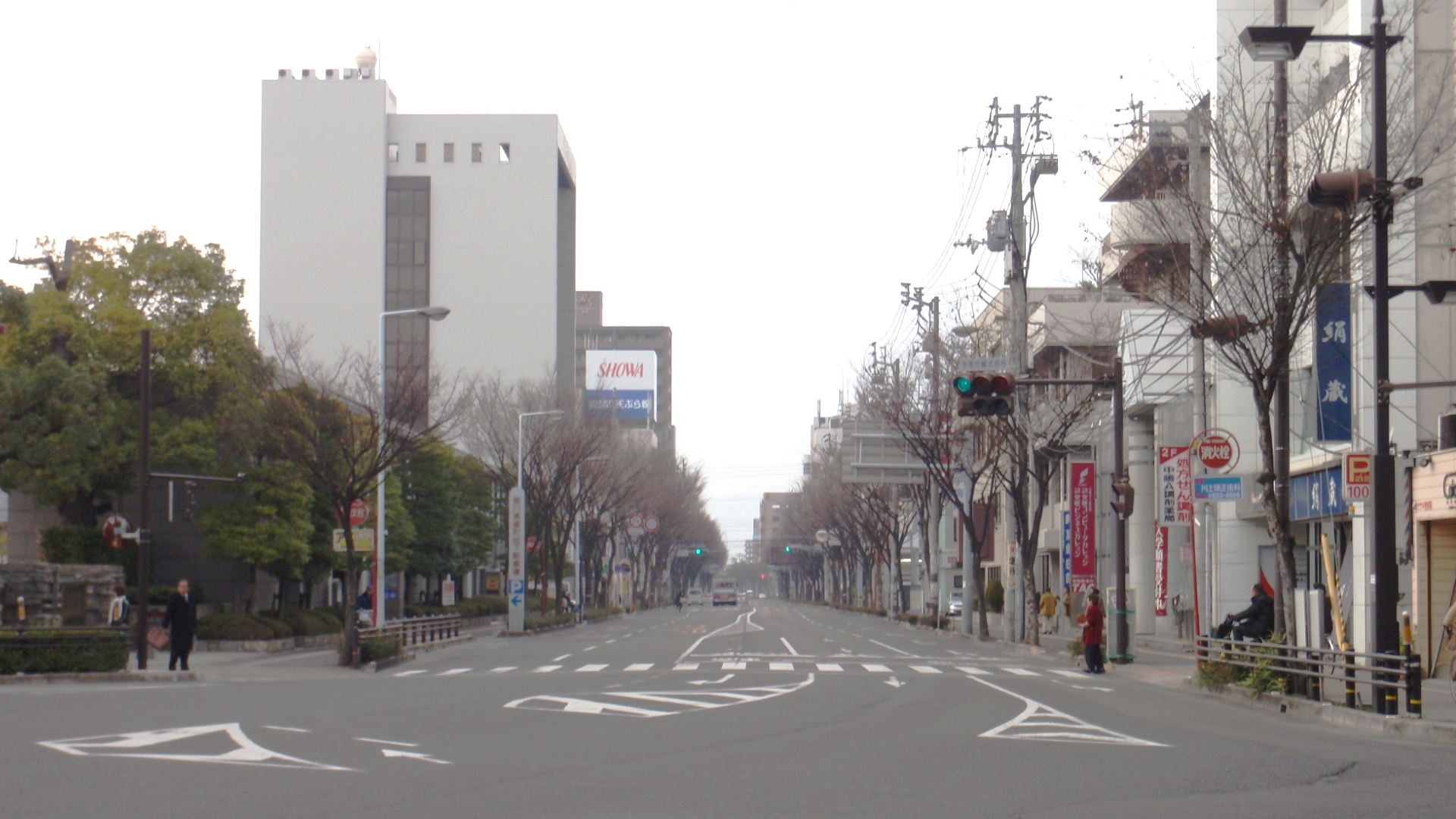
番町1丁目交差点から西を見る

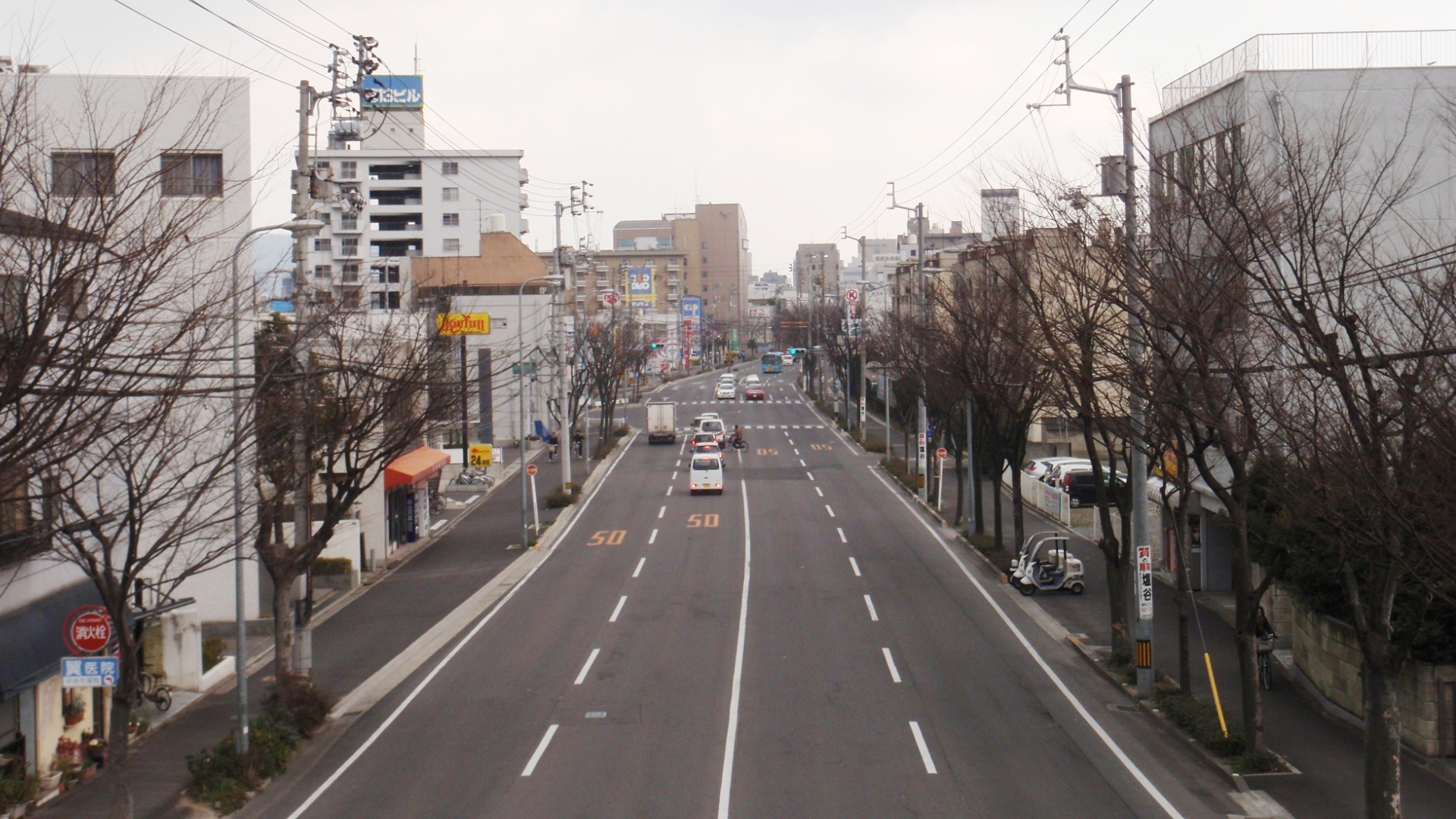
昭和町付近から東を見る

高松市道五番町西宝線（たかまつしどうごばんちょうさいほうせん）は、香川県高松市番町一丁目から高松市西宝町一丁目へ至る市道である。路線番号はA0090。五番町（丁）通りや五番町（丁）の通りとも呼ばれる。

## 概要
- 上下4車線の幹線道路で、中央分離帯は無いが歩道部分には街路樹が植えられている都市型の幹線街路である。
- 高松市北西部から高松市中心部の交通において南北の軸となっている中央通りへの流入路となる主要道路の一つで、沿線には高松市役所などの公共施設や複数の学校施設が立地している。
- 番町1丁目交差点部分はクランク状になっているため、上下線とも歩道側の1車線ずつが左折専用レーンとなっており、直進のためには中央寄りの車線を通行しなければならない。

## 路線データ
- 本線（Google マップ）
  - 起点：香川県高松市番町一丁目16番地[1]（番町交差点・中央通り交点／高松北バイパス接続点）
  - 終点：香川県高松市西宝町一丁目616番地1[2]（西宝町1丁目交差点・県道33号高松善通寺線交点）
- 総延長：2.2km
- 幅員：22m
- 車線数
  - 起点-番町1丁目交差点：4車線
  - 番町1丁目交差点-昭和町交差点：2車線
  - 昭和町交差点-終点：4車線
- 最高速度：50km/h

## 橋梁
- 水道橋（L=21.0m、W=22.0m）

## 都市計画道路指定
都市計画道路屋島西宝線は当市道の全線並びに国道11号高松北バイパスの一部からなっている。1946年6月5日、戦災復興院告示第39号により指定。車線数・名称の変更などを除く最終決定日は1978年12月21日。最終告示は、2005年3月8日の香川県告示第133号。
都市計画道路屋島西宝線
- 指定部分：全線
- 路線番号：3・3・105
- 指定日：1946年6月5日

## 歴史
- 2011年（平成23年） - 番町1丁目交差点-終点までの約1.8kmに自転車道を整備予定。

### 成立過程
この道路の前身は、東側部分が五番丁（後に五番丁と五番町に分割）と呼ばれる江戸時代からの武家屋敷街を形成する通りの一つであった。
一方、西側部分は1897年（明治30年）2月21日に開業した讃岐鉄道（現・JR四国予讃線）の線路跡で、その旧・高松駅（通称・西浜ステーション）は現・香川県立盲学校の部分に置かれた。しかし、宇高航路の就航に伴い1910年（明治43年）7月1日に高松駅が現在地に移転され、線路も当線の終点である西宝町から当時の海岸線沿いを高松港へ向かうルートに変更された。
その後、線路跡は道路となり、道路整備により戦前にかけて西側部分と東側部分が繋がり、戦後に道路拡張などが行われて現在の幅員となる。

### 自転車道
この道路は歩道部分が香川県道269号塩江香川高松自転車道線に指定されている他、沿線には企業・官公庁や大学・高校などの教育機関が多いためラッシュ時には通勤通学の自転車が幅員の狭い歩道にあふれ、歩行者との接触事故が多発していた。
そこで高松市は自転車空間の充実や歩行者の安全を目的として自転車道を整備する方針を固め、手始めに2009年2月2日-22日まで番町1丁目交差点-幸町交差点約540mの区間において自転車道整備のための社会実験を行った。その内容は、車道を上下線で1車線ずつ減らして対面通行とし、つぶした歩道側1車線部分に自転車道を確保するというものであった。また、車線数を減らすことにより、自家用車利用者に公共交通機関や地球温暖化の原因の一つとなる二酸化炭素を排出しない自転車の利用を促す意味合いもあった。その他、車線数を減らすことにより懸念されたこの道路の渋滞や混雑による所要時間などはほとんど変わらなかった。
その実験結果を踏まえ、本格的な自転車道を整備すべく2011年度の完成を目処に2010年秋から整備を開始する予定である。具体的には歩道部分は現状維持とし、車道と歩道との間に新たに幅2mの自転車道を設置するほか、車道脇にはタクシーやトラックの停車に対応した幅1mの停車帯を設置する。導入区間は番町1丁目交差点-終点の区間で、総事業費約2億円のうち半額は国の補助金を利用する。これにより、起点からの400mの区間を除いて、ほぼ全線が上下4車線から対面通行へ変わる。
第1期区間として番町1丁目交差点 - 工芸高校西交差点間0.4kmが2011年7月12日より供用開始している。2011年11月現在、第2期区間として工芸高校西交差点 - 昭和町交差点（サンクリスタル高松前）間0.6kmが建設中だが、第3期区間の昭和町交差点以西の0.8kmは現状では交通の分散化が十分に図られておらず、JR高徳線昭和町踏切付近での渋滞が懸念されるため、同区間については整備が一時凍結されることとなった。

## 沿線施設
- 高松市役所
- 高松市立中央公園
- 香川県立高松高等学校
- 香川県立高松工芸高等学校
- 香川大学
- 香川県立盲学校
- サンクリスタル高松（高松市図書館、高松市歴史資料館、菊池寛記念館）
- JR高徳線昭和町駅

## バス路線
当市道は県立体育館便を除くことでんバス下笠居・香西線とショッピング・レインボー循環バスの路線となっており、一日71往復が運行している。なお、五番町バス停は当市道ではなく中央通りに位置しているが、市道起点の番町交差点に隣接しているため便宜上記載している。
ことでんバス
- 下笠居・香西線
  - 11・12 昭和町経由便：五番町 - 西宝町一丁目
  - 13・14・15 中央病院・宮脇町経由便：五番町 - 市役所前
  - 17 八本松便：五番町 - 市役所前
- ショッピング・レインボー循環バス：1・2 五番町 - 市役所前

## 重複区間
- 香川県道269号塩江香川高松自転車道線 全線
  - 通常、重複しているのが自線より等級の大きい路線（この場合は市道＜県道）である場合、地図上や道路標識などでは等級の大きい方の路線名が表示されるが、当線では重複しているのが自転車道でありその部分が歩道のみのため、地図上などでは県道ではなく市道として扱っている。

## 通過する自治体
- 香川県高松市

## 交差・接続している道路
| 接続する道路 北← ＜市道五番町西宝線＞ →南    | 接続する道路 北← ＜市道五番町西宝線＞ →南    | 交差点      | 交差点 | 交差点 |
| -------------------------------------------- | -------------------------------------------- | ----------- | ------ | ------ |
| ↑国道11号高松北バイパス （屋島・徳島方面）   |                                              |             |        |        |
| ＜中央通り＞ 国道30号                        | ＜中央通り＞ 国道11号                        | 番町        | 高松市 |        |
| ＜県庁前通り＞ 県道173号高松停車場栗林公園線 | ＜県庁前通り＞ 県道173号高松停車場栗林公園線 | 番町1丁目   | 高松市 |        |
| 市道錦町亀岡線                               | 市道錦町亀岡線                               | 工芸高校東  | 高松市 |        |
| 市道錦町宮脇線                               | 市道錦町宮脇線                               | 工芸高校西  | 高松市 |        |
| ＜大学通り＞ 市道浜ノ町宮脇線                | ＜大学通り＞ 市道浜ノ町宮脇線                | 幸町        | 高松市 |        |
| -                                            | 市道西浜港宮脇線                             | 昭和町      | 高松市 |        |
| 市道高松漁港線                               | -                                            | 昭和町2丁目 | 高松市 |        |
| 摺鉢谷川                                     | 摺鉢谷川                                     | 水道橋      | 高松市 |        |
| 市道兵庫町西通町線                           | -                                            |             | 高松市 |        |
| ＜丸亀街道＞ 県道33号高松善通寺線            | ＜丸亀街道＞ 県道33号高松善通寺線            | 西宝町1丁目 | 高松市 |        |